# Státní znak Libérie
Státní znak Libérie je tvořen štítem lemovaném zlatou kartuší. Na něm je v modrém poli plachetnice, přivážející osadníky k pevnině, na které roste palma. V popředí je pluh a lopata, nad mořem je vycházející zlaté slunce a stříbrná, letící holubice s listem v zobáku. Nad štítem je stříbrná stuha s černým heslem v angličtině THE LOVE OF LIBERTY BROUGHT US HERE (česky Láska ke svobodě nás sem přivedla), pod ní další, také stříbrná, stuha s anglickým názvem státu REPUBLIC OF LIBERIA (česky Liberijská republika).
Slunce symbolizuje svobodu, které země dosáhla a holubice ji symbolicky zvěstovává celému světu.

## Historie
Na konci 15. století přistáli na pobřeží dnešní Libérie Portugalci, v 16. století začali území kolonizovat Nizozemci, později se připojili Francouzi a Angličané. V roce 1819 koupila Americká kolonizační společnost na Pepřonosném pobřeží (zahrnující dnešní Sierru Leone a Libérii) ostrov Providence a blízké pozemky na pevnině. V roce 1821 byla založena osada Monrovia, dnešní liberijské hlavní město. 9. dubna 1827 se postupně vznikající osady na pobřeží spojily do americké kolonie Libérie. V roce 1837 byla z osad kolonie Libérie vytvořena Federace liberijských osad. 26. července 1847 byla vyhlášena nezávislá Liberijská republika, první černošská nezávislá republika v Africe.
Státní znak byl zaveden v období vyhlášení nezávislosti, je zmiňován již v první ústavě a užívá se do současnosti. Zpočátku však bylo výtvarné pojetí znaku mírně odlišné.

## Další použití znaku
Liberijský státní znak je vyobrazen na prezidentské vlajce nebo např. na liberijských bankovkách.

Vlajka liberijského prezidenta Poměr stran: 2:3
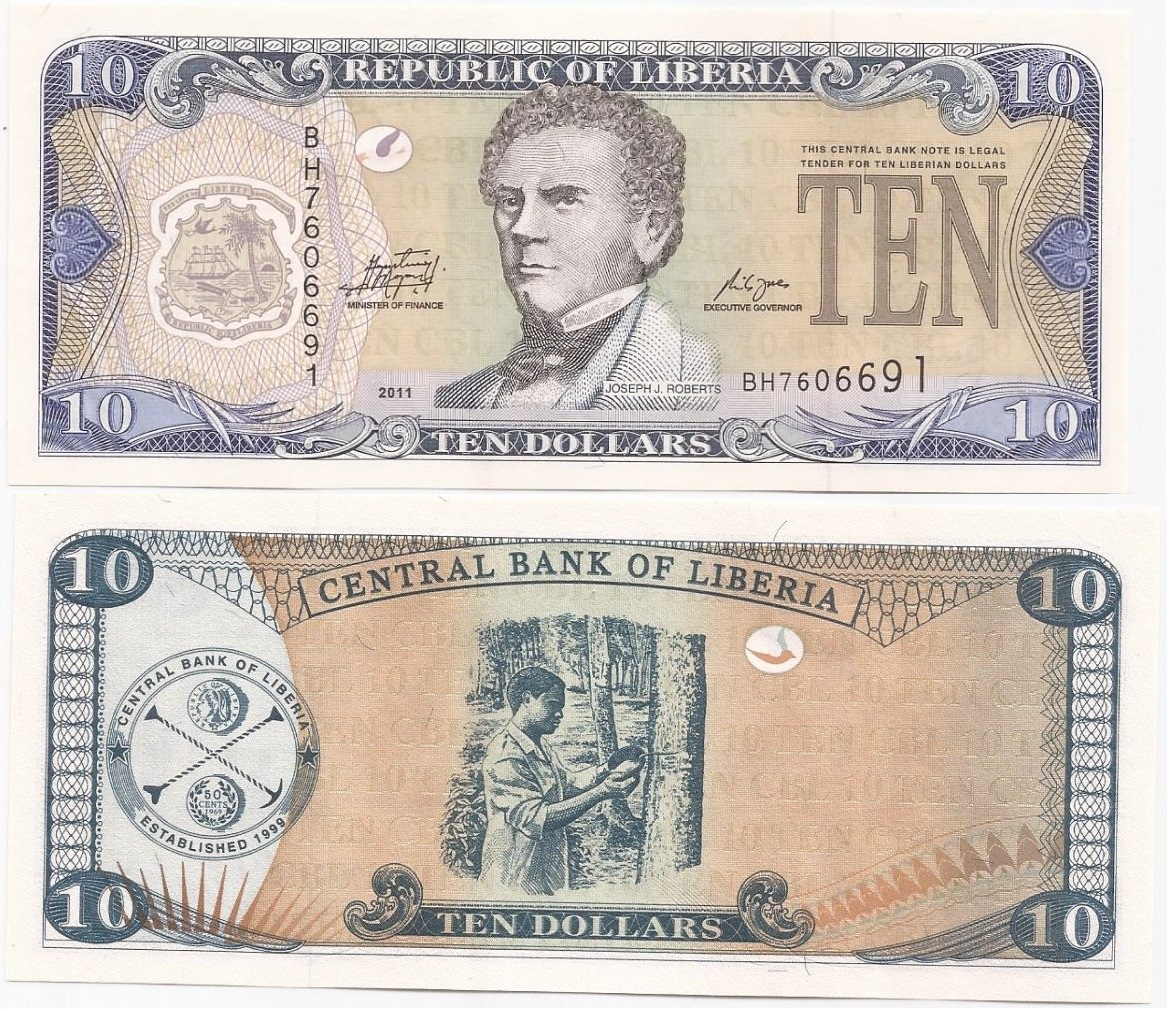
Liberijská bankovka